# Paganini (singolo)
Paganini è un singolo del rapper italiano Kid Yugi, pubblicato il 4 gennaio 2024 come primo estratto dall'album in studio I nomi del diavolo.

## Video musicale
Il video, reso disponibile dal 5 gennaio sul canale YouTube del rapper, è stato diretto da Martina Pastori e prodotto da Martino Benvenuti e Antonio Giampaolo. Cinque mesi dopo l'uscita il video ha raggiunto le 770 000 visualizzazioni.

## Tracce
Testi di Francesco Stasi, musiche di Umberto Odoguardi e Edoardo Rolle.
1. Paganini – 2:54